# صبغة علمية الأسدية
الصًبغة عَلَمية الأسدية (باللاتينية: Phytolacca icosandra) نوع نباتي يتبع جنس الصًبغة من الفصيلة الصبغية (باللاتينية: Phytolaccaceae). النبات عالي السمية.

## البيئة والانتشار
ينتشر في أمريكا الوسطى وشمال أمريكا الجنوبية.